# Loki (jeu vidéo)
Pour les articles homonymes, voir Loki (homonymie).
Loki est un jeu vidéo de type hack 'n' slash non linéaire développé par Cyanide et publié par Focus Home Interactive,.
D’apparence très similaire aux jeux de la série Diablo, il se déroule dans l’antiquité, dans des lieux tels la Grèce, l’Égypte, les terres aztèques d’Amérique du Sud, ou encore les contrées du nord de l’Europe, en y incarnant des personnages issus de ces différentes contrées correspondant aux archétypes les plus basiques du jeu de rôle.